# Circuit de Saumur
Le Circuit de Saumur est une ancienne course cycliste française, organisée de 1919 à 1943 à Saumur dans le département de Maine-et-Loire.

## Palmarès
| Année | Vainqueur          | Deuxième           | Troisième         |
| ----- | ------------------ | ------------------ | ----------------- |
| 1919  | Georges Perrin     | Valinthout         | Bonnin            |
| 1920  | Marcel Gourdon     | Gustave Papin      | Valinthout        |
| 1921  | Gabriel Rérolle    | Gaston Persignan   | Gustave Papin     |
| 1922  | Gabriel Rérolle    | Camille Faurant    | René Gérard       |
| 1923  | Gabriel Rérolle    | Maximin Lainé      | Gaston Michelin   |
| 1924  | André Bly          | Ernest Bly         | Georges Bugat     |
| 1925  | Eugène Greau       | Roger Gaumont      | Georges Bugat     |
| 1926  | Maurice Lhotellier | Joseph Gallais     | Roland Jacquet    |
| 1927  | Gabriel Rérolle    | Eugène Greau       | Didier Meslard    |
| 1928  | Gabriel Rérolle    | Léon Salles        | Robert Bouilleau  |
| 1929  | Armel Desouches    | Marcel Mahé        | Aimé Baron        |
| 1930  | Maurice Lhotellier | René Andreau       | Yves Le Goff      |
| 1931  | Guy Bigot          | Maurice Lhotellier | Auguste Brégeon   |
| 1932  | Yves Le Goff       | Marcel Reverdy     | Armand Bertrand   |
| 1933  | Marcel Mahé        | Maurice Angebault  | Louis Perron      |
| 1934  | Maurice Angebault  | Maurice Clochard   | Raymond Muray     |
| 1935  | Giuseppe Sciardis  | Roger Soyer        | Maurice Tenneguin |
| 1936  | Giuseppe Sciardis  | Louis Le Goff      | Félix Brousseau   |
| 1937  | Jean Colasseau     | André Blanchet     | Jean Hernu        |
| 1938  | Jean Hernu         | André Albert       | Roger Soyer       |
| 1941  | Désiré Tessier     | Maurice Papillault | Remy Royer        |
| 1943  | Raymond Muray      | Louis Le Goff      | Roger Soyer       |